# Diócesis de Haarlem-Ámsterdam
La diócesis de Haarlem-Ámsterdam (en latín: Dioecesis Harlemensis-Amstelodamensis y en neerlandés: Bisdom Haarlem-Amsterdam) es una circunscripción eclesiástica de la Iglesia católica en los Países Bajos. Se trata de una diócesis latina, sufragánea de la arquidiócesis de Utrecht. Desde el 1 de junio de 2020 su obispo es Johannes Willibrordus Maria Hendriks.

## Territorio y organización

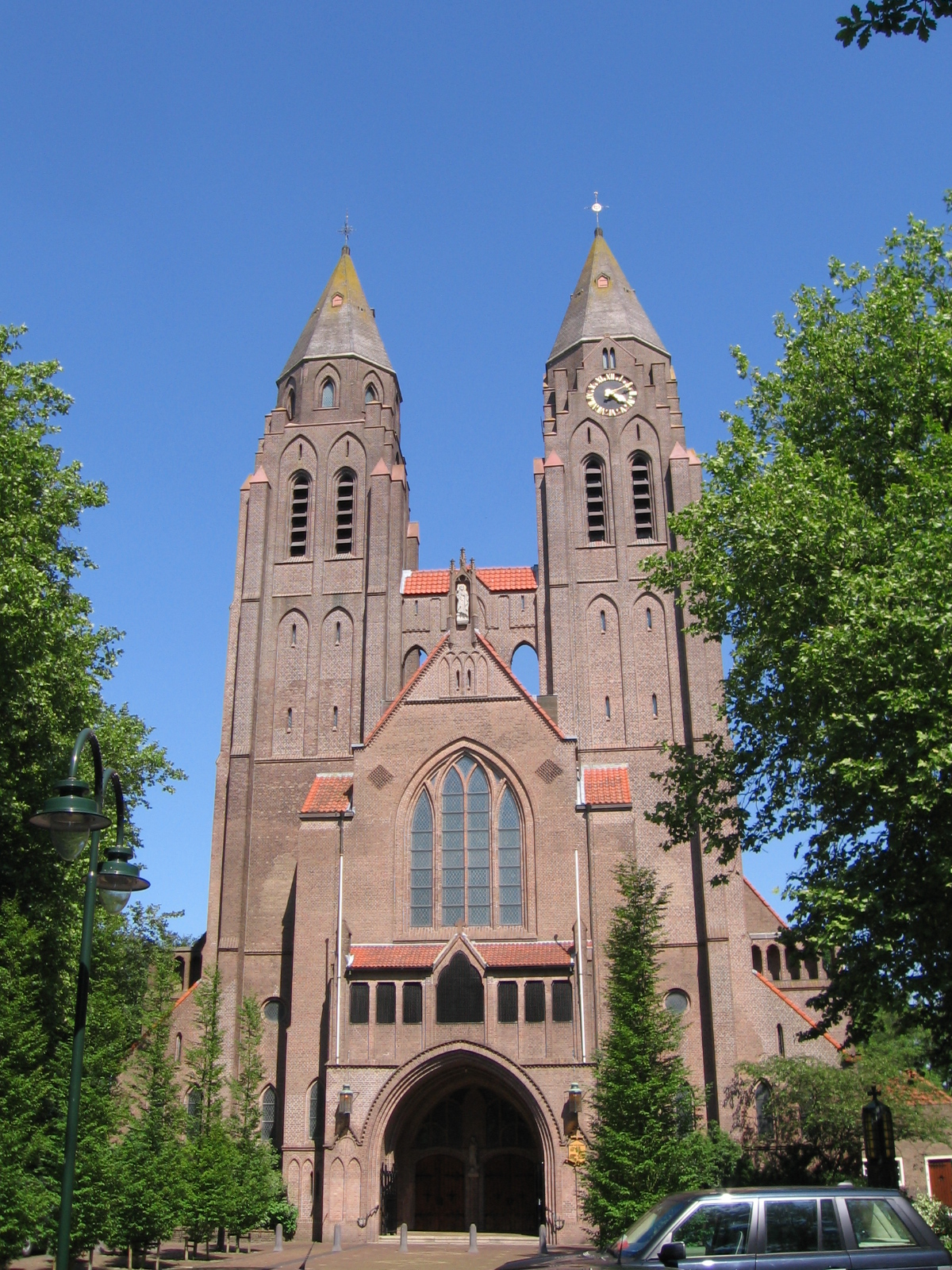
Basílica de San Juan Bautista, en Laren

La diócesis tiene 3041 km² y extiende su jurisdicción sobre los fieles católicos de rito latino residentes en la provincia de Holanda Septentrional y la mitad occidental del pólder de la provincia de Flevoland.

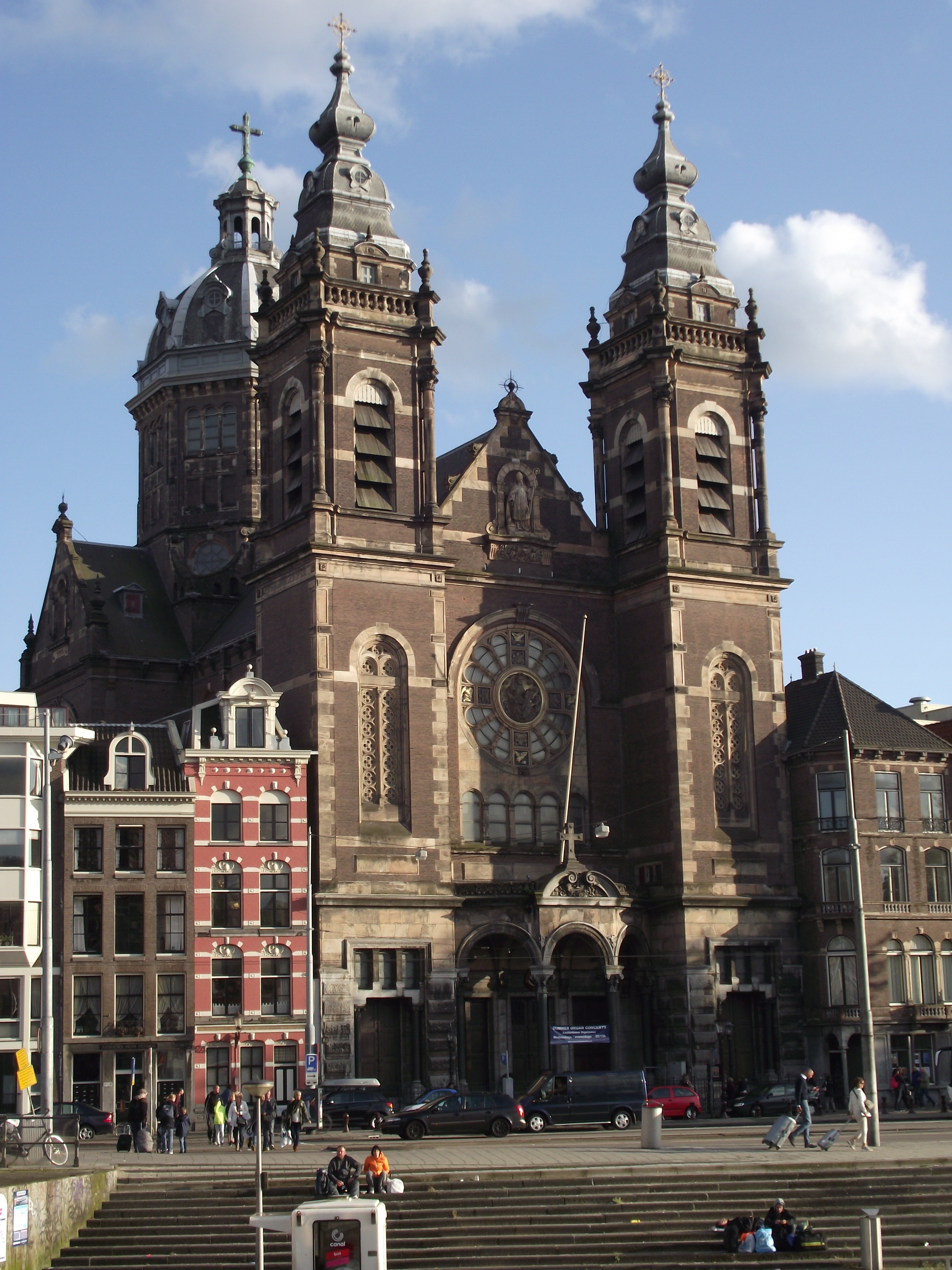
Basílica de San Nicolás, en Ámsterdam

La sede de la diócesis se encuentra en la ciudad de Haarlem, en donde se halla la Catedral basílica de San Bavón. Además de la catedral, en la diócesis se encuentran otras dos basílicas menores: la basílica de San Juan Bautista, en Laren, y la basílica de San Nicolás, en Ámsterdam.

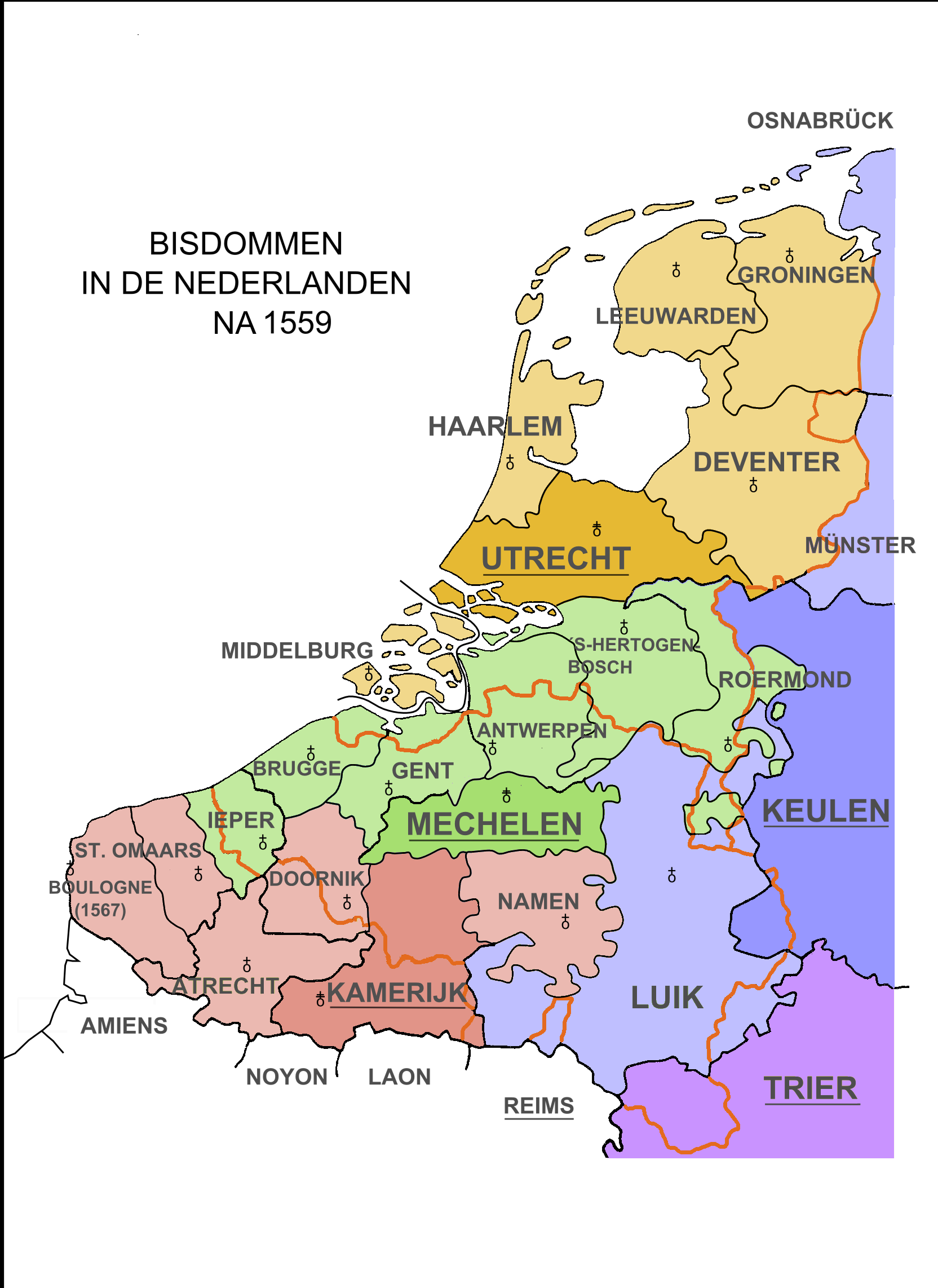
Mapa de las diócesis en los Países Bajos en 1559

En 2021 en la diócesis existían 130 parroquias agrupadas en 3 decanatos: Norte, Centro y Sur.
El territorio diocesano limita al noreste con la Diócesis de Groninga-Leeuwarden, al sureste con la arquidiócesis de Utrecht y al sur con la diócesis de Róterdam.

## Historia
Ya en el curso de la primera mitad del siglo XVI, luego de que los Países Bajos pasaran a formar parte de los territorios sometidos al dominio del emperador Carlos V, fue proyectada una reorganización eclesiástica de los Países Bajos españoles, pero los proyectos de 1525 y 1551-52 no salieron adelante.
Sólo con el advenimiento del rey Felipe II se pudo iniciar la redefinición de la geografía eclesiástica de las posesiones españolas. Una comisión especial redactó un extenso informe, acompañado de mapas geográficos, sobre la oportunidad de iniciar un programa de fundación de nuevas diócesis que, en el contexto de la Contrarreforma, favoreciera una intensificación de la vigilancia pastoral, con miras a poner un detener la corrupción y la decadencia moral en el clero, y al mismo tiempo podría limitar el progreso de las ideas teológicas de los reformadores alemanes y suizos.
El 12 de mayo de 1559, con la bula Super universas, el papa Paulo IV erigió catorce nuevas diócesis, entre ellas la de Haarlem, que, junto con las cuatro preexistentes, formaban tres nuevas provincias eclesiásticas, a saber, Cambrai, Malinas y Utrecht. La nueva diócesis de Haarlem se convirtió en sufragánea de la última arquidiócesis, de la que se había derivado. La bula estipulaba que los obispos fueran nombrados por el rey, nombramiento al que seguiría la institución canónica realizada por la Santa Sede.
Sin embargo, la bula Super universas no definía los límites de las diócesis, no establecía el número de parroquias y sobre todo no preveía los medios de subsistencia de las mensas episcopales. Una comisión encargada de estudiar estos aspectos trabajó durante más de dos años, y recién el 12 de marzo de 1561 se publicó la bula Ex iniuncto Nobis del papa Pío IV, que finalmente dio una fisonomía territorial a la diócesis de Haarlem, que incluía aproximadamente la territorio de la actual provincia de Holanda Septentrional.
Solo dos obispos fueron nombrados para esta sede en el siglo XVI: Nicolaas van Nieuwland (1561-1569), quien organizó el sínodo diocesano en dos ocasiones; y Godfried van Mierlo (1570-1587), quien instaló el capítulo en la Catedral de San Bavón el 1 de mayo de 1571. En 1578 la ciudad cayó en manos de los calvinistas y van Mierlo se vio obligado a exiliarse, sin poder volver a poner un pie en su ciudad episcopal. De hecho, la diócesis fue suprimida con la introducción de la Reforma protestante en la diócesis, y el clero fue secularizado.
A pesar de la ausencia del obispo, el cabildo de canónigos de la catedral siguió funcionando y se convirtió en uno de los centros directivos de la pastoral católica en lo que en 1622 se llamó oficialmente Missio Hollandica (Hollandse Zending). En 1592 fue nombrado primer vicario apostólico, quien gobernó en nombre del papa las diócesis de la provincia eclesiástica de Utrecht, Sasbout Vosmeer, a quien sucedió en 1614 Philippus Rovenius, quien dividió el territorio de la Missio Hollandica en arciprestazgos. En la diócesis de Haarlem había 4 arciprestazgos en 1638, 5 en 1701, reducido a 1 solamente en 1723, comprendiendo sin embargo toda la parte norte del país. En 1617 Rovenius abrió el Collegium Pulcheriae Mariae Virginis en Lovaina, donde se formaron la mayoría de los sacerdotes de la antigua diócesis de Haarlem: el primer director del internado fue Cornelio Jansenio.
A principios del siglo XVIII se desarrolló el llamado Cisma de Utrecht, que también involucró a una parte del capítulo de Haarlem, que no aceptó la deposición del vicario apostólico Petrus Codde. El cisma está en el origen de la Iglesia católica antigua o vétero-católica. En 1727 la diócesis vétero-católica de Haarlem fue establecida: su obispo fue elegido por el capítulo de canónigos de Utrecht, ya que el de Haarlem se negó a hacerlo. El papa, temiendo que incluso Haarlem acabara sumiéndose por completo en un cisma, decidió suprimir todo poder jurisdiccional del capítulo de canónigos, que sin embargo nunca fue suprimido, continuando hasta 1853 su trabajo en apoyo de las misiones católicas y la formación de sacerdotes en Lovaina. De las visitas realizadas al arciprestazgo del norte de Holanda, se puede deducir que, en el territorio de la diócesis de Haarlem, había entre 55 000 y 65 000 católicos durante el siglo XVIII.
En 1797 se cerró el colegio de Lovaina, pero se abrió un nuevo seminario para el arciprestazgo del norte de Holanda en Warmond, en el territorio de la antigua diócesis de Haarlem. En 1842 acogió a seminaristas de todo el Missio Hollandica.
Tras el concordato entre la Santa Sede y el Gobierno holandés, el papa León XII había decidido erigir la diócesis de Ámsterdam el 17 de agosto de 1827 con la bula Quod iamdiu, pero este proyecto no se concretó debido a la oposición de los holandeses calvinistas y de católicos liberales belgas.
La diócesis de Haarlem fue restablecida el 4 de marzo de 1853 con el breve Ex qua die del papa Pío IX. El primer obispo de la nueva diócesis fue Franciscus Jacobus van Vree, quien implementó varias iniciativas para organizar su diócesis, establecer parroquias y regular las costumbres que con el tiempo se habían establecido en el territorio. Con el nombramiento del obispo y el establecimiento de la diócesis, los canónigos del capítulo establecido en 1571 consideraron completa su tarea y entregaron todos los documentos en sus archivos a van Vree. Se estableció un nuevo capítulo el 4 de noviembre de 1858.
En el momento de su establecimiento, había un estimado de 240 000 católicos en la diócesis, que estaba dividida en 16 decanatos y 96 parroquias.
El 16 de julio de 1955 cedió una parte de su territorio para la erección de la diócesis de Róterdam mediante la bula Dioecesium immutationes del papa Pío XII. Al mismo tiempo, la diócesis se expandió con la región de Het Gooi, que pertenecía a la arquidiócesis de Utrecht.
En 1967 se cerró el seminario de Warmond, mientras se abría uno nuevo en Ámsterdam.
El 12 de septiembre de 2006 la diócesis adoptó una nueva organización territorial, dividida en tres en lugar de ocho decanatos.
El 1 de enero de 2009 asumió su nombre actual en virtud del decreto Multum conferre de la Congregación para los Obispos.

## Estadísticas
Según el Anuario Pontificio 2020 la diócesis tenía a fines de 2019 un total de 446 600 fieles bautizados.
| Año                                                                             | Población            | Población | Población      | Sacerdotes | Sacerdotes    | Sacerdotes    | Bautizados por sacerdote | Diáconos permanentes | Religiosos | Religiosos | Parroquias |
| Año                                                                             | Bautizados católicos | Total     | % de católicos | Total      | Clero secular | Clero regular | Bautizados por sacerdote | Diáconos permanentes | Varones    | Mujeres    | Parroquias |
| ------------------------------------------------------------------------------- | -------------------- | --------- | -------------- | ---------- | ------------- | ------------- | ------------------------ | -------------------- | ---------- | ---------- | ---------- |
| 1950                                                                            | 1 286 412            | 4 200 000 | 30.6           | 1127       | 848           | 279           | 1141                     |                      | 850        | 7502       | 318        |
| 1969                                                                            | 731 000              | 2 215 876 | 33.0           | 952        | 473           | 479           | 767                      |                      | 816        | 2557       | 223        |
| 1980                                                                            | 765 000              | 2 355 000 | 32.5           | 744        | 347           | 397           | 1028                     | 4                    | 715        | 2567       | 219        |
| 1990                                                                            | 695 364              | 2 434 875 | 28.6           | 536        | 246           | 290           | 1297                     | 7                    | 508        | 1996       | 212        |
| 1999                                                                            | 539 561              | 2 628 121 | 20.5           | 382        | 172           | 210           | 1412                     | 13                   | 312        | 1264       | 181        |
| 2000                                                                            | 531 322              | 2 655 818 | 20.0           | 380        | 203           | 177           | 1398                     | 17                   | 278        | 1207       | 190        |
| 2001                                                                            | 530 245              | 2 678 377 | 19.8           | 292        | 226           | 66            | 1815                     | 20                   | 156        | 1138       | 178        |
| 2002                                                                            | 515 623              | 2 703 315 | 19.1           | 269        | 214           | 55            | 1916                     | 20                   | 88         | 1074       | 177        |
| 2003                                                                            | 512 856              | 2 728 739 | 18.8           | 256        | 207           | 49            | 2003                     | 25                   | 128        | 975        | 171        |
| 2004                                                                            | 522 165              | 2 748 320 | 19.0           | 234        | 190           | 44            | 2231                     | 26                   | 121        | 911        | 173        |
| 2006                                                                            | 530 627              | 2 780 313 | 19.1           | 232        | 194           | 38            | 2287                     | 34                   | 103        | 836        | 165        |
| 2013                                                                            | 462 000              | 2 915 000 | 15.8           | 194        | 161           | 33            | 2381                     | 54                   | 81         | 476        | 162        |
| 2016                                                                            | 456 700              | 2 920 000 | 15.6           | 195        | 165           | 30            | 2342                     | 61                   | 71         | 385        | 136        |
| 2019                                                                            | 446 600              | 3 057 000 | 14.6           | 166        | 138           | 28            | 2690                     | 58                   | 63         | 321        | 137        |
| 2021                                                                            | 455 320              | 3 117 170 | 14.6           | 165        | 136           | 29            | 2759                     | 58                   | 73         | 229        | 130        |
| Fuente: Catholic-Hierarchy, que a su vez toma los datos del Anuario Pontificio. |                      |           |                |            |               |               |                          |                      |            |            |            |

### Vida consagrada
En el territorio de la diócesis, desempeñan su labor carismática religiosos y religiosas, de varios institutos de vida consagrada y sociedades de vida apostólica. Entre estos institutos y sociedades se encuentran la Orden de Frailes Menores, la Congregación del Santísimo Sacramento, las Hermanitas de Jesús, la Compañía de Jesús, la Orden de San Benito, las Hermanas Agustinas de Santa Mónica y las Hermanas Carmelitas del Divino Corazón.
Algunos de esos institutos o sociedades se originaron en la diócesis, tales como la Congregación de Santa Catalina de Siena de Voorschoten, fundada por las religiosas Catharina y Columba Pinkers en 1841, con la aprobación de Pieter Mathijs Snickers, por entonces, ordinario.

## Episcopologio
- Nicolaas van Nieuwland † (10 de marzo de 1561-1569 renunció)
- Godfried van Mierlo, O.P. † (11 de diciembre de 1570-28 de julio de 1587 falleció)
  - Sede suprimida (1587-1853)
- Franciscus Jacobus van Vree † (4 de marzo de 1853-31 de enero de 1861 falleció)
- Gerardus Petrus Wilmer † (4 de mayo de 1861-1 de enero de 1877 falleció)
- Pieter Mathijs Snickers † (2 de septiembre de 1877-3 de abril de 1883 nombrado arzobispo de Utrecht)
- Gaspard Josephus Bottemanne † (14 de agosto de 1883-22 de mayo de 1903 falleció)
- Augustinus Josephus Callier † (11 de septiembre de 1903-28 de abril de 1928 falleció)
- Johannes Dominicus Josephus Aengenent † (15 de junio de 1928-3 de septiembre de 1935 falleció)
- Johannes Petrus Huibers † (16 de diciembre de 1935-27 de junio de 1960 renunció[nota 1])
- Joannes Antonius Eduardus van Dodewaard † (27 de junio de 1960 por sucesión-9 de marzo de 1966 falleció)
- Theodorus Henricus Johannes Zwartkruis † (18 de agosto de 1966-21 de octubre de 1983 falleció)
- Hendrik Joseph Alois Bomers, C.M. † (21 de octubre de 1983 por sucesión-12 de septiembre de 1998 falleció)
  - Sede vacante (1998-2001)[nota 2]
- Joseph Marianus Punt (21 de julio de 2001-1 de junio de 2020 renunció)
- Johannes Willibrordus Maria Hendriks, por sucesión el 1 de junio de 2020